# 松永和紀
松永 和紀（まつなが わき、1963年 - ）は、日本の科学ジャーナリスト、食の安全や農業、環境問題などのテーマを主に執筆している。2021年より内閣府食品安全委員会委員で、リスク・コミュニケーションを担当。
京都大学大学院農学研究科農芸化学専攻で修士を修めた後、毎日新聞社の記者を経てフリーランスの科学ライターとなる。官公庁の薬事・食品衛生審議会食品衛生分科会、内閣府消費者委員会 食品表示部会などの委員を務める。2011年に消費者団体フードコミュニケーションコンパス（FOOCOM）を立ち上げ、2016年まで初代代表を務めた。
著書『メディア・バイアス  あやしい健康情報とニセ科学』（光文社新書）で科学ジャーナリスト賞受賞。他に、『食卓の安全学 - 「食品報道」のウソを見破る』（家の光協会）、『効かない健康食品  危ない自然・天然』（光文社新書）、『お母さんのための「食の安全」教室』（女子栄養大学出版部）、『ゲノム編集食品が変える食の未来』（ウェッジ）など多数。

## 略歴
長崎県長崎市生まれ、東京都育ち。東京都立西高等学校、京都大学農学部卒業。京都大学大学院農学研究科（農芸化学専攻）修士課程修了。
毎日新聞社に就職し、西日本本社の記者として10年勤務した後に退職。2000年から科学ライターとして活動。『買ってはいけない』などの健康情報に誤りがあるとして、著書『メディア・バイアス あやしい健康情報とニセ科学』で科学ジャーナリスト賞2008を受賞した。2011年には、消費者団体フードコミュニケーションコンパス（FOOCOM、読みはフーコム）を設立し、2016年半ばまで代表を務めた。FOOCOMは食生活ジャーナリストの会による「食生活ジャーナリスト大賞」を受賞した。受賞理由として、「科学的な根拠に基づく確かな情報を分かりやすく発信し続けている」ことが評価された。
自治体や生協の消費者啓発講座など、「食の安全」に関する勉強会で講師を務めている。
2011年、福島原子力発電所事故後は、食品報道から起こるリスクにも目を向けている。北九州市の災害廃棄物（東日本大震災のガレキ）の受入に関する検討会では、学識経験者（環境リスク）として参加した。第10期北九州市環境審議会委員（2014年7月31日まで）。
2012年、文部科学省の科学技術・学術審議会にオブザーバーとして参加した。
2013年、厚生労働省の「薬事・食品衛生審議会食品衛生分科会・乳肉水産食品部会食肉等の生食に関する調査会」では委員を務めた。
2013年12月に起きたアクリフーズ農薬混入事件で、第三者委員会報告書格付け委員会の委員を務めた。
2017年、環境庁の中央環境審議会委員。
2018年、内閣府の消費者委員会食品表示部会の委員、また新開発食品調査部会の委員。
2021年より、内閣府の食品安全委員会委員（リスク・コミュニケーション担当）。

## 受賞
- 科学ジャーナリスト賞2008[16]。

## 見解
- 農芸化学は、生命・食料・環境に対するアプローチを持つ研究を行っており、現実に対応して修正もされていく学問だとして、農芸化学に携わってきた人たちは、一般市民に科学情報を伝えていく大きな役割を持っていると考えている[31]。
- ダイエット情報をはじめとして科学的根拠に欠ける健康情報の報道などに見られるマスコミの姿勢を批判している[32]。
- DDTを例に、リスクを認識した上でリスクとベネフィット（利益・恩恵）を科学的に検討して利用することの重要性を訴えている[33]。
- 遺伝子組換え作物について、「ハワイのパパイヤをウイルスから救った遺伝子組換え技術」を紹介し、遺伝子組換え技術の有益性を主張している[34]。
- 食品添加物に対し、「最近メディアで添加物が悪い根拠として取り上げられていることのほとんどは、学術的に完全に否定されていることや古い研究結果の誤った解釈、思いこみに基づく根拠のない主張である」「食品添加物に関する最近の報道には、科学的な誤りがあまりにも多過ぎる」と述べている[35][36]。
- 福島原発事故から1ヶ月あまり後の2011年4月24日に、「『100 mSv未満の放射線被曝は、実際上影響なし』とするのが現在の疫学者の大多数の結論である」と述べている[37]。一方、「疫学的な見解の大多数が『100 mSv未満は、実際的な健康影響はない』であるとしても、そのまま100 mSvという数字を元に規制措置を講じるようなことは、どの国際機関も勧めていないし政府機関もしていない」と述べている[37]。また、食品汚染状況に関する報道状況をまとめ、団体や個人の間でのリスクコミュニケーションから見て、必要な情報が市民に届いていないことを科学ライターとしての実感から語った[38]。
- 欧州連合でネオニコチノイド系農薬のミツバチに対する毒性が問題になり、3種の農薬（クロチアニジン、イミダクロプリド、チアメトキサム）が、蜂群崩壊症候群との関連で使用規制を受けることになり、「EUが禁止しているのに日本はなぜ、ネオニコチノイド系農薬を使うのか」と非難する市民団体があることに触れ、「EUで禁止なのだから日本でもネオニコ禁止を」という論法については、科学的な思考でないと批判した[39]。その上で、予防原則も必要だという意見を認めつつ、科学的に検証して不確実性がどこにあるかを明らかにし、代替策のリスクまで検討して包括的に対策を決める姿勢の重要性を説いた[39]。

## 著作

### 単著
- 『食卓の安全学―「食品報道」のウソを見破る』家の光協会、2005年7月。ISBN 4-259-54677-5。
- 『踊る「食の安全」―農薬から見える日本の食卓』家の光協会、2006年7月。ISBN 4-259-54693-7。
- 『メディア・バイアス―あやしい健康情報とニセ科学』光文社〈光文社新書〉、2007年4月。ISBN 978-4-334-03398-9。
- 『植物で未来をつくる』化学同人〈植物まるかじり叢書 5〉、2008年3月。ISBN 978-4-7598-1185-8。
- 『食の安全と環境―「気分のエコ」にはだまされない』日本評論社〈シリーズ 地球と人間の環境を考える11〉、2010年4月。ISBN 978-4-535-04831-7。
- 『お母さんのための「食の安全」教室』女子栄養大学出版部、2012年12月。ISBN 978-4-7895-5354-4。
- 『効かない健康食品危ない自然・天然』光文社〈光文社新書885〉、2017年5月。ISBN 978-4-334-03991-2。
- 『ゲノム編集食品が変える食の未来』ウェッジ、2020年11月18日。ISBN 978-4863102316。
- 『食品の「これ、買うべき?」がわかる本』大和書房、2024年12月14日。ISBN 978-4479786160。

### 共著
- 中西準子 対談『食のリスク学　氾濫する「安全・安心」をよみとく視点（担当範囲「対談 食をめぐる論争点」）』日本評論社、2010年1月。ISBN 978-4-535-58574-4。
- 菊池誠、伊勢田哲治・平川秀幸:共著 著、飯田泰之、SYNODOS 編『もうダマされないための「科学」講義（担当範囲「3章 報道はどのように科学をゆがめるのか」）』光文社〈光文社新書541〉、2011年9月。ISBN 978-4-334-03644-7。
- 中川恵一 編著『低線量被ばくKEY BOOK　正しい知識で深く理解する!（担当範囲「食品の放射能汚染推移と規制の問題点」）』メディカルアイ、2012年11月。ISBN 978-4-86291-088-2。 - 索引あり。
- 『現代社会再考　これからを生きるための23の視座（担当範囲「安全か危険かではなくリスク管理を」）』たばこ総合研究センター(出版) 水曜社(発売)、2013年1月23日。ISBN 978-4-88065-311-2。

## 連載、執筆
- 松永和紀の記事一覧 PRESIDENT
- 読む、えいよう（松永和紀） おいしい健康
- 食の安全 常識・非常識（松永和紀）（2011-2023） ウェッジ
- 松永和紀の記事一覧（2017-2019） BuzzFeed Japan

## 出演

### ラジオ
- 『荻上チキ・Session-22』「Main Session なぜ人は疑似科学にハマるのか？」TBSラジオ、2016年5月20日[40]
- 『荻上チキ・Session』「Daily News Session」TBSラジオ、2024年3月29日（「小林製薬のサプリ問題で5人目の死者」”紅麹”とは？制度の問題は？）[41]、2024年5月31日（「【紅麹問題】政府がとりまとめた対応方針の問題点を専門家が解説」）[42][43]、
- 『Nらじ』「みんなでファクトチェック　食品とフェイク1-4」NHKラジオ、2024年9月13日[44]、9月20日[45]、9月27日[46]、10月4日[47]

ほか

### テレビ
- 『TVシンポジウム』 「風評被害に立ち向かう～茨城の現場から～」NHK教育、2012年2月4日
- 『クローズアップ現代』「本当にキケン？あふれる食品情報」NHK、2015年11月30日[48]
- 『かんさい熱視線』「機能性表示食品とどう向き合う？～“紅麹サプリ”問題1か月」NHK、2024年4月26日[49]
- 『視点・論点』「機能性表示食品制度の行方」NHK、2024年8月5日[50]

ほか